# 창원출입국·외국인사무소
창원출입국·외국인사무소(昌原出入國·外國人事務所)는 대한민국 법무부의 소속기관이다. 2018년 5월 10일 발족하였으며, 경상남도 창원시 마산합포구 제2부두로 30에 위치하고 있다. 소장은 서기관으로 보한다.

## 직무
- 내·외국인의 출입국심사
- 외국인의 등록 및 지문찍기
- 출입국사범의 단속·수사·인수 및 외국인에 대한 동향조사
- 체류자격외의 활동을 하는 외국인에 대한 활동중지명령
- 외국인의 거소 및 활동범위의 제한
- 외국인의 준수사항의 결정
- 재외동포 거소신고등에 관한 사항
- 출입국관리기록의 정리와 보관
- 외국인의 보호 및 강제퇴거
- 보호외국인에 대한 분류심사 및 조사
- 보호자에 대한 접견 및 입·출소관리
- 보호자의 경비 및 보호
- 국적취득의 신청, 국적이탈·상실 신고 그 밖의 국적민원 접수 및 실태조사
- 난민인정 결정 및 난민 처우 등에 관한 사항
- 「출입국 관리법 시행령」 별표 1에 따른 외국인의 체류자격 중 거주(F-2), 영주(F-5) 등을 가진 정주외국인 및 귀화자 등의 네트워크 구축·운영 지원에 관한 사항
- 사증발급인정서의 발급 등에 관한 사항
- 기타 내·외국인의 출입국관리에 관한 사항

## 연혁
- 1963년 12월 17일: 부산출입국관리사무소 소속으로 마산·충무출장소 설치.[2]
- 1965년 4월 20일: 부산출입국관리사무소 소속으로 삼천포출장소 설치.[3]
- 1966년 4월 16일: 부산출입국관리사무소 소속으로 장승포출장소 설치.[4]
- 1973년 9월 5일: 법무부 소속으로 마산수출자유지역출입국관리사무소 설치.[5]
- 1980년 4월 10일: 마산수출자유지역출입국관리사무소와 마산출장소를 마산출입국관리사무소로 통합하고 충무·삼천포·장승포출장소를 소속기관으로 편입.[6]
- 1995년 2월 24일: 충무·장승포출장소를 각각 통영·거제출장소로 개편.[7]
- 1995년 7월 8일: 삼천포출장소를 사천출장소로 개편.[8]
- 2010년 8월 2일: 창원출입국관리사무소로 개편.[9]
- 2018년 5월 10일: 창원출입국·외국인사무소로 개편.[10]

## 관할 구역
- 경상남도[11]

## 소속기관
출장소
| 명칭       | 위치                              | 관할구역                      |
| ---------- | --------------------------------- | ----------------------------- |
| 통영출장소 | 경상남도 통영시 남망길 5          | 경상남도 통영시               |
| 사천출장소 | 경상남도 사천시 삼천포대교로 450  | 경상남도 사천시·남해군·하동군 |
| 거제출장소 | 경상남도 거제시 연초면 연사1길 24 | 경상남도 거제시               |